# Château de Fuissé
Le Château de Fuissé est situé sur la commune de Fuissé en Saône et Loire (région Bourgogne). C'est une demeure historique présentant de nombreux vestiges médiévaux : ses fondations du Xe siècle, sa tour atypique du XVe siècle flanquée de deux ifs taillés en forme de bouteille, et son porche Renaissance en sont les éléments les plus remarquables.
C'est aussi un important domaine viticole : le Château de Fuissé est le domaine phare de l'appellation Pouilly-fuissé dont il est souvent perçu comme l'ambassadeur[réf. nécessaire]. Ses vins sont remarquables de par la qualité de ses terroirs et le soin extrême apporté à la vinification. Ils sont reconnus dans le monde entier.[réf. nécessaire]
Ce domaine est depuis 1862 la propriété de la famille Vincent qui le dirige depuis 5 générations.